# 雪源湖
雪源湖（藏語：ཞོད་ཡོན་མཚོ།，威利转写：zhod yon mtsho，THL：Zhöyön Tso）位于中国西藏自治区阿里地区改则县境内，地处改则县东北部，北临布若错。湖面海拔5193米，面积24.8平方公里。湖区气候干寒，年均气温-6～-4℃左右，年均降水量100～150毫米。湖水主要靠冰雪融水径流补给。集水区面积185.2平方公里。